# Каверино (Шацкий район)
Каверино — село в Шацком районе Рязанской области России. Административный центр Каверинского сельского поселения. Население 507 человек на 2010 год, в селе работает отделение почты, отделение сбербанка № 2621/064, библиотека.

## История

### Основание и ранняя история
Появление села относится либо к середине XVI века, либо — к 1872 году, который считается официальным годом основания. Письменные источники, которые могли бы прояснить этот вопрос, были утрачены во время Смутного времени, когда документы Шацкого уезда сгорели в Москве. Однако косвенные данные позволяют предположить, что село возникло в последние десятилетия XVI века, после строительства Шацкой крепости в 1553 году. В этот период началось активное заселение земель вокруг Шацка служилыми людьми, включая дворян, казачьих атаманов, татар и мордву, получавших земли за службу.
Первоначальное название села — Коверино — связано с фамилией Ковериных, первых владельцев этих земель. Предполагается, что они были переселены сюда в середине XVI века в связи с укреплением Шацка. Коверины владели селом около ста лет, а в XVII веке вдова Авдотья Коверина даже подавала жалобу в Москву на притеснения со стороны соседей.
Название «Коверино» имеет, вероятно, финно-угорское происхождение: в языках народов меря и черемисов слово ковера или коверя означает «мост». Это может указывать на род занятий основателя села — строительство мостов или сбор пошлин за их использование.
Первое документальное упоминание Каверина относится к 1618 году — оно встречается в списках помещиков. В 1626 году село фигурирует в «Разбойном деле», где упоминаются крестьяне из Каверина, участвовавшие в разбое вместе с жителями соседних сёл.

### Смутное время и XVII век
В период Смуты (начало XVII века) каверинцы, как и многие другие жители региона, проявляли самостоятельность в выборе власти. В 1670 году они поддержали восстание Степана Разина и участвовали в осаде Шацка.
В 1676 году в Каверине уже существовала деревянная церковь во имя святой Параскевы Пятницы. При ней находились дворы священнослужителей, просвирниц и бедняков, а также сотни крестьянских дворов.

### XVIII—XIX века: крепостное право и землеустройство
В XVIII веке Каверино входило в состав Шацкого уезда и было известно плодородными землями. Одним из крупных землевладельцев был генерал-поручик Данила Афанасьевич Мерлин, депутат Уложенной комиссии при Екатерине II.
В 1781 году в ходе Генерального межевания земли вокруг Каверина были описаны как «земельная дача № 79» площадью 5343 десятины. Село располагалось вдоль дороги из Шацка в Елатьму, рядом находились реки Большая Аза и Тростянка, а также леса, где водились волки, лисы и зайцы.
После отмены крепостного права (1861) многие помещики покинули село. Последней владелицей крепостных в Каверине была Александра Николаевна Шубина, известная своей благотворительностью.

### XX век: революция и советский период
После 1917 года в Каверине начался передел земли, а зажиточные крестьяне (кулаки) лишились своих владений. В 1918 году была создана первая коммунистическая ячейка, а в 1931 году организован колхоз «Красный путиловец» (позже переименованный в «Красный каучук»).
В 1935—1958 годах Каверино было центром Каверинского района, затем вошло в состав Шацкого района Рязанской области.

### Современность
В 1990-е колхоз пришёл в упадок, и на его месте возникли фермерские хозяйства.

## Население
| 1939 | 1989 | 2010 | 2012 |
| ---- | ---- | ---- | ---- |
| 2578 | ↘776 | ↘507 | ↗598 |